# Џибути на Светском првенству у атлетици у дворани 2018.
Џибути је учествовао на 17. Светском првенству у атлетици у дворани 2018. одржаном у Бирмингему од 1. до 4. марта пети пут. Репрезентацију Џибутија представљала су 3 такмичара која су се такмичили у две дисциплине.,
На овом првенству такмичари Џибутија нису освојили ниједну медаљу нити су оборили неки рекорд.

## Учесници
Мушкарци:
- Ајанле Сулејман — 1.500 м
- Јусуф Ис Башир — 3.000 м
- Jamal Abdi Dirieh — 3.000 м

## Резултати

### Мушкарци
| Атлетичар         | Дисциплина | Лични рекорд | Квалификација   | Квалификација   | Финале                | Финале                | Детаљи |
| Атлетичар         | Дисциплина | Лични рекорд | Резултат        | Место           | Резултат              | Место                 | Детаљи |
| ----------------- | ---------- | ------------ | --------------- | --------------- | --------------------- | --------------------- | ------ |
| Ајанле Сулејман   | 1.500 м    | 3:35,2 НР    | Није стартовао  | Није стартовао  | Нису се квалификовали | Нису се квалификовали |        |
| Јусуф Ис Башир    | 3.000 м    | 7:43,44      | дисквалификован | дисквалификован | Нису се квалификовали | Нису се квалификовали |        |
| Jamal Abdi Dirieh | 3.000 м    | 7:45,96      | Није стартовао  | Није стартовао  | Нису се квалификовали | Нису се квалификовали |        |